# Eta2 Coronae Australis
Título a ser usado para criar uma ligação interna é Eta2 Coronae Australis.
Eta2 Coronae Australis (26 Coronae Australis) é uma estrela na direção da constelação de Corona Australis. Possui uma ascensão reta de 18h 49m 35.00s e uma declinação de −43° 26′ 02.5″. Sua magnitude aparente é igual a 5.60. Considerando sua distância de 607 anos-luz em relação à Terra, sua magnitude absoluta é igual a −0.75. Pertence à classe espectral B9IV.